# Ulil Abshar Abdalla
Pour les articles homonymes, voir Abdalla.

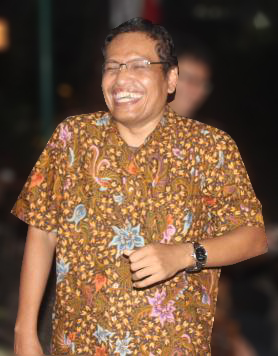
Ulil Abshar Abdalla, 2011

Ulil Abshar Abdalla (né le 11 janvier 1967 dans la province Java central) est un intellectuel et universitaire musulman indonésien. Il est l'un des fondateurs du Jaringan Islam Liberal (Réseau de l'islam libéral).

## Biographie
Ulil est né dans une famille de la mouvance du Nahdlatul Ulama. Son père, Abdullah Rifa'i, est issu du pesantren (pensionnat religieux musulman) Mansajul Ulum de Pati (Java central). Lui-même est marié à la fille d'un religieux musulman.
Ulil a fait ses études secondaires dans différentes institutions musulmanes de Java central. Il a une licence du LIPIA (Lembaga Ilmu Pengetahuan Islam dan Arab, "Institut des sciences islamiques et arabes") de Jakarta. Il a également étudié à l'École supérieure de philosophie Driyarkara catholique à Jakarta.
Après avoir obtenu un master en religion à l'université de Boston, il a obtenu un doctorat au département de Langues et Civilisations du Proche-Orient à Harvard.
Il a occupé le poste de président du centre de développement des ressources humaines du Nahdlatul Ulama. Il a également été chercheur à l'Institut d'étude des flux de l'information de Jakarta, et directeur de programme à la Conférence indonésienne sur la religion et la paix  (ICRP). 
Ulil est connu pour ses activités comme coordinateur du Jaringan Islam Liberal, un groupe qui milite pour une interpretation libérale de l'islam. On voit en lui une autre figure réformatrice de l'islam, après Nurcholish Madjid, mort récemment.

## Quelques prises de position
En 2003, un groupe de religieux musulmans indonésiens réuni dans le Forum Ulama Umat Islam a émis une fatwa de mort contre Ulil pour un article que celui-ci avait écrit en 2002 dans le quotidien Kompas (proche des milieux catholiques) intitulé "Menyegarkan Kembali Pemahaman Islam" ("rafraîchir la compréhension de l'islam") et que ce groupe considérait hérétique. En 2011, il échappe à un attentat au colis piégé. 
Ulil a également défendu le droit des ahmadistes indonésiens, une prise de position peu commune dans les milieux musulmans conservateurs indonésiens.
Il s'est opposé à de nombreuses fatwas du Majelis Ulama Indonesia ("Conseil des oulémas d'Indonésie", créé par Soeharto), comme celle qui interdit aux musulmans de souhaiter "Joyeux Noël" aux chrétiens.